# Maccabi Tel Aviv B.C. 2002-2003
Questa voce raccoglie le informazioni riguardanti il Maccabi Tel Aviv B.C. nelle competizioni ufficiali della stagione 2002-2003.

## Stagione
La stagione 2002-2003 del Maccabi Tel Aviv B.C. è la 49ª nel massimo campionato israeliano di pallacanestro, la Ligat ha'Al.

## Roster
Aggiornato al 22 gennaio 2022
| Maccabi Tel Aviv 2002-03 | Maccabi Tel Aviv 2002-03 |
| Giocatori                | Staff tecnico            |
| ------------------------ | ------------------------ |

| N. | Naz.                                        | Ruolo | Nome              | Anno | Alt.   | Peso   |  |
| -- | ------------------------------------------- | ----- | ----------------- | ---- | ------ | ------ |  |
| 4  | Israele (bandiera)                          | G     | Lior Lubin        | 1977 | 192 cm |        |  |
| 5  | Stati Uniti (bandiera)                      | AP    | Quincy Lewis      | 1977 | 201 cm | 98 kg  |  |
| 6  | Stati Uniti (bandiera) · Israele (bandiera) | P     | Derrick Sharp (C) | 1971 | 183 cm | 84 kg  |  |
| 7  | Croazia (bandiera)                          | C     | Nikola Vujčić     | 1978 | 211 cm | 108 kg |  |
| 8  | Stati Uniti (bandiera)                      | AG    | Marcus Goree      | 1977 | 203 cm | 110 kg |  |
| 9  | Israele (bandiera)                          | AG    | Gur Shelef        | 1974 | 201 cm |        |  |
| 10 | Israele (bandiera)                          | GA    | Tal Burstein      | 1980 | 198 cm | 95 kg  |  |
| 11 | Israele (bandiera)                          | G     | Doron Sheffer     | 1972 | 195 cm | 85 kg  |  |
| 12 | Israele (bandiera)                          | AC    | Yoav Saffar       | 1975 | 206 cm |        |  |
| 13 | Stati Uniti (bandiera) · Israele (bandiera) | A     | David Bluthenthal | 1980 | 201 cm | 101 kg |  |
| 14 | Slovenia (bandiera)                         | P     | Beno Udrih        | 1982 | 190 cm | 88 kg  |  |
| 15 | Turchia (bandiera)                          | C     | Hüseyin Beşok     | 1975 | 212 cm | 120 kg |  |
| 16 | Israele (bandiera)                          | AP    | Erez Kohansky     | 1984 | 195 cm |        |  |
| 20 | Israele (bandiera)                          | G     | Yotam Halperin    | 1984 | 193 cm | 88 kg  |  |

| Allenatore                                                            |
| - / David Blatt                                                       |
| Assistente/i                                                          |
| - Charles Barton Legenda - (C) Capitano - (IN) Inattivo - Infortunato |

## Mercato

### Sessione estiva
| Acquisti | Acquisti          | Acquisti          | Acquisti      | Acquisti |
| R.       | Nome              | da                | Modalità      |          |
| -------- | ----------------- | ----------------- | ------------- | -------- |
| G        | Lior Lubin        | Ironi Ramat Gan   | definitivo    |          |
| AP       | Quincy Lewis      | Utah Jazz         | definitivo    |          |
| P        | Beno Udrih        | Olimpija Lubiana  | definitivo    |          |
| C        | Nikola Vujčić     | ASVEL             | fine prestito |          |
| AG       | Marcus Goree      | Skyl. Francoforte | definitivo    |          |
| A        | David Bluthenthal | USC Trojans       | definitivo    |          |

| Cessioni | Cessioni        | Cessioni         | Cessioni       | Cessioni |
| R.       | Nome            | a                | Modalità       |          |
| -------- | --------------- | ---------------- | -------------- | -------- |
| G        | Mark Brisker    | Hap. Galil Elyon | fine contratto |          |
| C        | Nate Huffman    | Toronto Raptors  | fine contratto |          |
| P        | Arriel McDonald | Panathīnaïkos    | fine contratto |          |
| AG       | Nadav Henefeld  |                  | ritirato       |          |
| G        | Anthony Parker  | Free agent       | fine contratto |          |
| C        | Radisav Ćurčić  |                  | ritirato       |          |
| G        | Regev Fanan     | Hap. Galil Elyon | fine contratto |          |

### Dopo l'inizio della stagione
| Acquisti | Acquisti      | Acquisti   | Acquisti     | Acquisti   |
| R.       | Nome          | da         | Data         | Modalità   |
| -------- | ------------- | ---------- | ------------ | ---------- |
| G        | Doron Sheffer | Free agent | gennaio 2003 | definitivo |

| Cessioni | Cessioni | Cessioni | Cessioni | Cessioni |
| R.       | Nome     | a        | Data     | Modalità |
| -------- | -------- | -------- | -------- | -------- |